# Industrial Light and Magic
Industrial Light & Magic (förkortning: ILM) är ett specialeffektsföretag tillhörande Lucasfilm. 
Företaget grundades 1975 av George Lucas då han ansåg sig behöva nyskapande teknik och idéer för rymdeposet Stjärnornas krig, på ett sätt som inte kunde levereras av då existerande företag.
Liksom moderbolaget är ILM sedan 2012 ingående i Walt Disney Company. Företaget har verksamhet i San Francisco (även huvudkontor), London, Vancouver, Sydney och Mumbai.

## Titlar (urval)
ILM har haft stor betydelse inom specialeffekter och bidragit i skapandet av:

- 1977 – Stjärnornas krig
- 1980 – Rymdimperiet slår tillbaka
- 1981 – Drakdödaren
- 1981 – Jakten på den försvunna skatten
- 1982 – Conan Barbaren
- 1982 – Den mörka kristallen
- 1982 – E.T. the Extra-Terrestrial
- 1982 – Poltergeist
- 1982 – Star Trek II – Khans vrede
- 1983 – Jedins återkomst
- 1984 – Den oändliga historien
- 1984 – Indiana Jones och de fördömdas tempel
- 1984 – Star Trek III
- 1985 – Cocoon – djupets hemlighet
- 1985 – Goonies – Dödskallegänget
- 1985 – Mitt Afrika
- 1985 – Tempelmysteriet
- 1985 – Tillbaka till framtiden
- 1986 – Ingen plockar Howard
- 1986 – Labyrint
- 1986 – The Golden Child
- 1987 – 24-timmarsjakten
- 1987 – Bigfoot och Hendersons
- 1987 – Det våras för rymden
- 1987 – Häxorna i Eastwick
- 1987 – Solens rike
- 1988 – Cocoon – återkomsten
- 1988 – Tucker – en man och hans dröm
- 1988 – Vem satte dit Roger Rabbit
- 1988 – Willow
- 1989 – Always
- 1989 – Avgrunden
- 1989 – Drömmarnas fält
- 1989 – Ghostbusters 2
- 1989 – Indiana Jones och det sista korståget
- 1989 – Tillbaka till framtiden del II
- 1990 – Die Hard 2
- 1990 – Ghost
- 1990 – Imse vimse spindel
- 1990 – Jakten på Röd Oktober
- 1990 – Tillbaka till framtiden del III
- 1990 – Total Recall
- 1991 – Eldstorm
- 1991 – Hook
- 1991 – Rocketeer
- 1991 – Terminator 2
- 1992 – Döden klär henne
- 1993 – Den siste actionhjälten
- 1993 – Jurassic Park
- 1993 – Schindler’s List
- 1994 – Baby på vift
- 1994 – Forrest Gump
- 1994 – The Flintstones
- 1995 – Casper
- 1995 – Indianen i skåpet
- 1995 – Jumanji
- 1996 – 101 dalmatiner
- 1996 – Dragonheart
- 1996 – Eraser
- 1996 – Mission: Impossible
- 1996 – Twister
- 1997 – Kontakt
- 1997 – Men in Black
- 1997 – The Lost World: Jurassic Park
- 1997 – Titanic
- 1998 – Deep Impact
- 1998 – Joe – jättegorillan
- 1998 – Rädda menige Ryan
- 1999 – Mumien
- 1999 – Star Wars: Episod I – Det mörka hotet
- 1999 – The Haunting
- 2000 – Den perfekta stormen
- 2000 – Space Cowboys
- 2001 – A.I. – Artificiell Intelligens
- 2001 – Apornas planet
- 2001 – Harry Potter och de vises sten
- 2001 – Jurassic Park III
- 2001 – Mumien – återkomsten
- 2001 – Pearl Harbor
- 2002 – Minority Report
- 2002 – Star Wars: Episod II – Klonerna anfaller
- 2003 – Pirates of the Caribbean - Svarta Pärlans förbannelse
- 2003 – Terminator 3 – Rise of the Machines
- 2004 – Lemony Snickets berättelse om syskonen Baudelaires olycksaliga liv
- 2004 – The Day After Tomorrow
- 2005 – Star Wars: Episod III – Mörkrets hämnd
- 2005 – Världarnas krig
- 2006 – Eragon
- 2006 – Pirates of the Caribbean: Död mans kista
- 2007 – Pirates of the Caribbean: Vid världens ände
- 2007 – Transformers
- 2008 – Indiana Jones och kristalldödskallens rike
- 2008 – Iron Man
- 2009 – Avatar
- 2009 – Transformers: De besegrades hämnd
- 2010 – Iron Man 2
- 2011 – Pirates of the Caribbean: I främmande farvatten
- 2011 – Transformers: Dark of the Moon
- 2012 – Battleship
- 2012 – The Avengers
- 2013 – Elysium
- 2013 – The Lone Ranger
- 2014 – Lucy
- 2014 – Transformers: Age of Extinction
- 2015 – Avengers: Age of Ultron
- 2015 – Jurassic World
- 2015 – Star Wars: The Force Awakens
- 2016 – Rogue One: A Star Wars Story
- 2016 – Warcraft: The Beginning
- 2017 – Pirates of the Caribbean: Salazar's Revenge
- 2017 – Star Wars: The Last Jedi
- 2018 – Jurassic World: Fallen Kingdom
- 2018 – Solo: A Star Wars Story
- 2019 – Avengers: Endgame
- 2019 – Star Wars: The Rise of Skywalker
- 2020 – Artemis Fowl
- 2021 – Jungle Cruise
- 2021 – Space Jam: A New Legacy
- 2022 – Avatar: The Way of Water
- 2022 – Jurassic World Dominion
- 2023 – Den lilla sjöjungfrun
- 2023 – Indiana Jones and the Dial of Destiny
- 2024 – Gladiator II
- 2024 – Twisters
- 2025 – Back in Action